# چکاوک ژیلت
چکاوک ژیلت (نام علمی: Mirafra gilletti) نام یک گونه از سرده جل‌ها است.